# Rytijärvi (sjö i Lappland, lat 65,93, long 27,28)
Rytijärvi är en sjö i Finland. Den ligger i kommunen Ranua i landskapet Lappland, i den norra delen av landet, 600 km norr om huvudstaden Helsingfors. Rytijärvi ligger 182,3 meter över havet. Arean är 88,9 hektar och strandlinjen är 6,33 kilometer lång. Sjön  ingår i Simo älvs huvudavrinningsområde. 